# Tomaszów Mazowiecki (Landgemeinde)
Die gmina wiejska Tomaszów Mazowiecki [tɔˈmaʃuf mazɔˈvʲɛtski] ist eine selbständige Landgemeinde in Polen im Powiat Tomaszowski in der Woiwodschaft Łódź. Ihr Sitz befindet sich in der Stadt Tomaszów Mazowiecki. Die Landgemeinde, zu der die Stadt Tomaszów Mazowiecki selbst nicht gehört, hat eine Fläche von 151,3 km², auf der (Stand: 31. Dezember 2020) 11.251 Menschen leben.

## Geographie
Die Landgemeinde liegt 110 km südlich von Warschau und 50 km südöstlich von Łódź. 45 % des Gemeindegebiets werden landwirtschaftlich genutzt, 44 % sind mit Wald bedeckt.

## Geschichte
Von 1975 bis 1998 gehörte die Landgemeinde zur Woiwodschaft Piotrków.

## Gemeindegliederung
Die Landgemeinde Tomaszów Mazowiecki besteht aus folgenden 24 Ortschaften mit Schulzenämtern:
Cekanów, Chorzęcin, Ciebłowice Duże, Ciebłowice Małe, Dąbrowa, Godaszewice, Jadwigów, Karolinów, Kolonia Zawada, Komorów, Kwiatkówka, Łazisko, Niebrów, Sługocice, Smardzewice, Swolszewice Małe, Świńsko, Tresta, Twarda, Wąwał, Wiaderno, Zaborów Drugi, Zaborów Pierwszy und Zawada.
Weitere Ortschaften sind: Cekanów, Gajówka Smardzewice, Jeleń und Pudło.